# Spermophora yao
Spermophora yao là một loài nhện trong họ Pholcidae. Loài này được phát hiện ở Queensland.